# Valcand
Valcand, Valcandus Tungrensis, Walcand o Walcaud (segle viii - 831) fou bisbe de Lieja de 810 fins a la seva mort. Era un cortesà important a la cort de Carlemany, com que és un des testimonis que va signar el seu testament.

## La rebel·lió de les monges

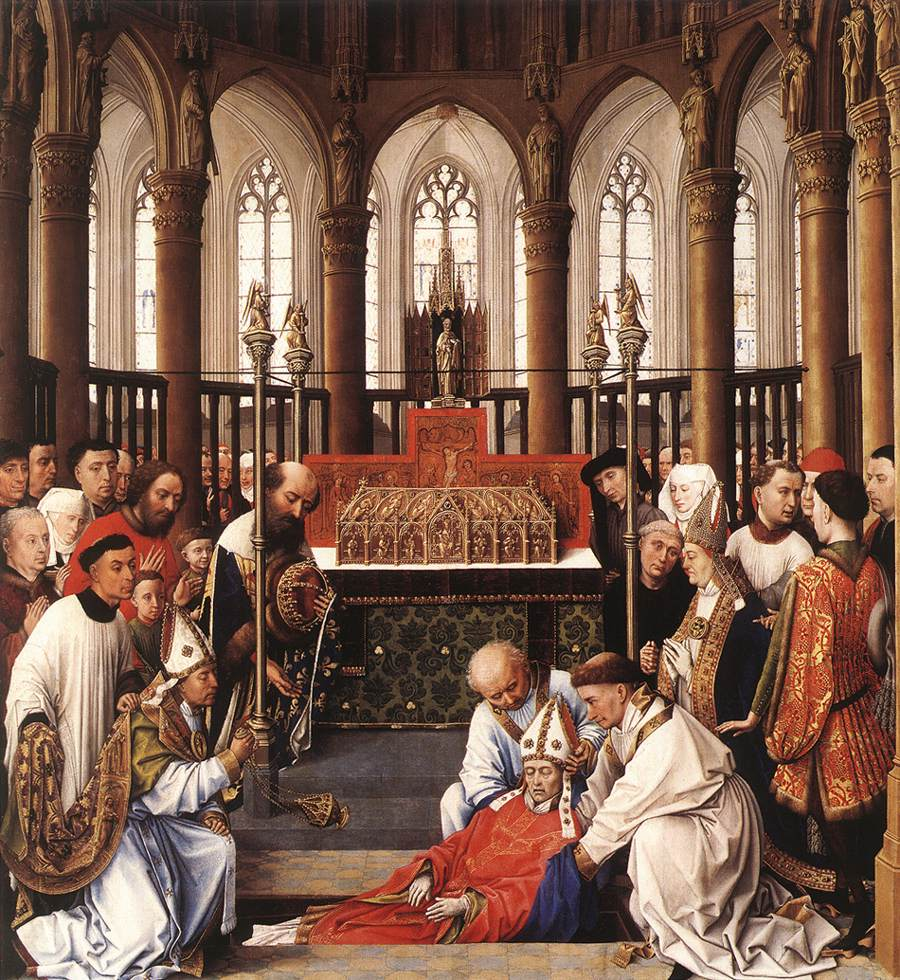
Exhumació d'Hubert de Lieja, pintat per Rogier van der Weyden a l'esquerra al primer pla es troba Valcand a la dreta Adebald, arquebisbe de Colònia

El 816 participà en el Concili d'Aquisgrà convocat per Lluís I el Pietós. Quan tornà a la seva diòcesi, no era gaire benvingut quan visitava l'abadia de monges de Nivel·les i explicava les restriccions imposades pel concili, que imposaven, entre d'altres, la clausura a les monges, l'aplicació estricte de la regla de sant Benet, el vot de castedat. L'abadessa de Nivel·les no va amagar el seu descontentament i el bisbe se'n va anar "sense menjar" segons el cronista.
L'abadessa va concertar-se amb les seves col·legues de les abadies de Mons i Maubeuge. En descobrir que Valcand va imposar la regla estricta a totes, juntes van escriure al papa Pasqual I per a queixar-se de la violació de les seves prerrogatives i de la seva autonomia pels prínceps seculars. L'emperador del seu costat va oposar-se se a les monges i va demanar al papa de confirmar les decisions del concili d'Aquisgrà, el que va fer.
Malgrat tot, les monges van obstinar-se i durant una convenció a Nivel·les, convocada per Valcand en presència del comtes de Lovaina i d'Hainaut i altres nobles, van declarar que "mai no aplicaran la regla de Benet; que volien prometre la castedat però sense vot; que confirmaran amb un vot l'obediència a l'abadessa i que si l'assistència no acceptés, continuaran a interposar una apel·lació. La convenció va acabar-se en atzucac. Valcand va queixar-se prop del papa i finalment va enviar-les una regla alleujada, va prohibir que es deien monges i havien de prendre el títol de religiosae seculares (religioses seculars). Les abadesses van ser destituïdes i reemplaçades per abats seculars, tots eixits de les famílies nobles de l'entorn.

## L'exhumació d'Hubert de Lieja
El 825 Valcand va assistir a l'exhumació del cos d'Hubert de Lieja a la col·legiata de Sant Pere a Lieja, per obsequiar-lo al monestir benedictí que va fundar a Andagia a la regió de les Ardenes, dedicat al sant liegès. Segons la llegenda, pintada entre altres per Rogier van der Weyden, el cos era miraculosament intacte un segle després de la seva mort, el que va considerar-se com una prova de la seva santedat.